# Эфрусси, Шарль
Шарль Эфрусси (24 декабря 1849, Одесса — 30 сентября 1905, Париж) — французский меценат, искусствовед, художественный критик, редактор и издатель из еврейской банкирской династии Эфрусси.

## Биография
Внук основателя династии Ефима Айзиковича Эфрусси, Карл Эфрусси родился в семье Леона и Миндли Эфрусси (у него был старший брат Юдко-Юлиан, 1846—?), и провёл первые десять лет жизни в Одессе, где его дед к середине XIX века стал крупнейшим экспортером пшеницы из России в Европу. 
С 1850-х годов дети основателя династии, Леон и Игнац, направляются для расширения торговли и создания международных финансовых домов в Европу. Сначала был образован филиал семейного бизнеса в Вене, где Шарль жил в кругу семьи до своего двадцатилетия.
К 1871 году бизнес был расширен, и младшая ветвь семьи — родители Шарля и все их дети — переехали в фешенебельный и развивающийся район французской столицы, на Рю де Монсо (Rue de Monceau), дом 81. Старший из троих сыновей Леона наследует фамильное дело, встав во главе уже успешной и умножающей капитал парижской компании. Будучи младшим из братьев, Шарль оказался свободен в выборе занятий; имея художественные склонности, для знакомства с шедеврами эпохи Возрождения он отправляется в годичное путешествие по Италии, где впервые приобщается к коллекционированию предметов искусства.
Вернувшись в Париж, Шарль посещает светские салоны, заводит знакомства в художественном мире и начинает писать критические статьи и обзоры для «Ведомостей изящных искусств», «Газетт де Бозар» (Gazette des Beaux-Arts), владельцем и редактором которой он, уже будучи заметной фигурой в обществе, станет в 1885 году, издаёт полновесное исследование «Альбрехт Дюрер и его рисунки» (Albert Durer et ses dessins), собирает обширную коллекцию японского искусства, включающую в частности 264 нэцкэ.
С начала 80-х годов Шарля Эфрусси привлекает импрессионизм, он — один из первых крупнейших собирателей этого авангардного для своего времени искусства: его частная коллекция включала работы Ренуара, Моне, Мане, Сислея, Писсарро, Дега, Моризо, — всего около сорока полотен. На протяжении нескольких летних месяцев 1881 года его личным секретарём служил поэт-символист Жюль Лафорг. Шарль Эфрусси был первым заказчиком Пруста. Своё предисловие к переводу «Амьенской библии» Рёскина Пруст начинает с посвящения: «Месье Шарлю Эфрусси, который всегда так добр ко мне».
В 1891 году Шарль вместе с братом Игнацем переехал в особняк на Авеню де Йена (Avenue d'Iéna), дом 11 (здание не сохранилось). За вклад в развитие искусства был удостоен ордена Почётного легиона.
С 1894 года, когда французское общество оказалось расколото делом Дрейфуса, семья Эфрусси становится мишенью для антисемитской травли. Многие из художников, которым Шарль ещё вчера покровительствовал, отворачиваются от своего мецената. Перед ним закрываются двери аристократических салонов. В этот последний период жизни Шарль почти перестает покупать живопись, меньше пишет, но продолжает исполнять обязанности в «Газетт де Бозар». Шарль умер в возрасте 55 лет. До конца своих дней он оставался холостяком и завещал имущество племяннице Фанни и её мужу Теодору Рейнаку (Théodore Reinach).
Судьба уцелевшей и принадлежащей до наших дней потомкам Эфрусси коллекции из 264-х нэцкэ прослежена двоюродным правнуком Шарля, Эдмундом де Ваалем (Edmund de Waal) в его книге «Заяц с янтарными глазами» (The Hare with Amber Eyes) (2010).
Стал одним из персонажей выставки, посвященной семейству Эфрусси, в венском Еврейском музее в 2020 году.

## Художественные отражения
- На картине Ренуара «Завтрак гребцов» Шарль, обращённый спиной к зрителю, изображён в чёрном костюме и цилиндре.
- Наряду с Шарлем Хаасом (Charles Haas (1833-1902)[фр.]), Шарль Эфрусси считается одним из вероятных прототипов Свана в цикле романов Марселя Пруста «В поисках утраченного времени»[2].